# Maciej Jurkowski
Maciej Jerzy Jurkowski (ur. 1946) – wieloletni (do 2016) wiceprezes Państwowej Agencji Atomistyki, ekspert z zakresu dozoru bezpieczeństwa jądrowego i ochrony radiologicznej. Pełnił również rolę Głównego Inspektora Ochrony Radiologicznej od 2008 do momentu likwidacji tej funkcji w 2014

## Wykształcenie
Ukończył studia na Wydziale Mechanicznym Energetyki i Lotnictwa Politechniki Warszawskiej (1970 – magister inżynier mechanik ze specjalnością energetyka jądrowa). Ukończył w latach 1976–2000 liczne kursy i szkolenia dotyczące zagadnień bezpieczeństwa i technologii obiektów jądrowych, m.in. szkolenia zagraniczne współorganizowane przez Międzynarodową Agencję Energii Atomowej (MAEA).

## Przebieg kariery
W latach 1970–1985 pracował w Instytucie Badań Jądrowych w Świerku, gdzie brał udział w badaniach nad reaktorami prędkimi i wysokotemperaturowymi i uczestniczył w pracach nad modyfikacjami reaktorów badawczych oraz wstępnych pracach nad projektowaniem ciepłowni jądrowych. Brał także udział w pracach nad rozwojem systemów energetycznych pod kątem przyszłego wprowadzania energetyki jądrowej.
W latach 1985–1992 zatrudniony w Centralnym Laboratorium Ochrony Radiologicznej (CLOR), w Zespole Dozoru Jądrowego (zakład VII) uczestniczył w pracach nad przygotowywaniem zezwolenia na budowę Elektrowni Jądrowej Żarnowiec.
Był organizatorem, a następnie w latach 1992–1996 dyrektorem Państwowego Inspektoratu Bezpieczeństwa Jądrowego i Radiacyjnego. W 1993 pełnił przez okres jednego roku obowiązki Głównego Inspektora Dozoru Jądrowego.
Od 1997 do listopada 2008 był dyrektorem departamentu Bezpieczeństwa Jądrowego i Radiacyjnego Państwowej Agencji Atomistyki. W latach 1997–2002 organizował krajowe Centrum ds. Zdarzeń Radiacyjnych w PAA, a od 2006 do 2008 był kierownikiem wydziału ds. nieproliferacji.
W 2002 został Przewodniczącym Komisji Egzaminacyjnej Prezesa PAA na uprawnienia do zajmowania stanowisk mających istotne znaczenie dla zapewnienia bezpieczeństwa jądrowego i ochrony radiologicznej. Od 2011 jest również Przewodniczącym Komisji Egzaminacyjnej Prezesa PAA na stanowiska inspektorów dozoru jądrowego.
Od 2009 przewodniczy zespołowi Prezesa PAA ds. nowelizacji przepisów prawa atomowego oraz radzie programowej wydawanego przez PAA biuletynu Bezpieczeństwo Jądrowe i Ochrona Radiologiczna.